# Joaquín Álvarez Quintero
Joaquín Álvarez Quintero (Utrera, 1873 - Madrid, 1944) fou un escriptor espanyol.
Va escriure nombrosos sainets, comèdies i drames, en una col·laboració tan estreta amb el seu germà Serafín que després de la mort d'aquest va continuar signant les seves obres amb el nom de tots dos. En la seva època, les obres dels germans Alvarez Quintero van gaudir d'una popularitat només superada per la de Jacinto Benavente.
Ramon Casas li va fer un retrat, avui conservat al Museu Nacional d'Art de Catalunya.